# Guderup
Guderup (Sønderjysk bzw. Alsisk: Gurop) ist der Hauptort der Kirchspielsgemeinde (dänisch sogn) Egen Sogn auf der dänischen Insel Als.

## Geschichte
Der Ort wird erstmals 1196 als dem St. Michaelskloster in Schleswig gehörendes Kirchdorf erwähnt. Zwischen 1903 und 1916 bewohnten Emil Nolde und seine Frau Ada sommers ein Fischerhaus etwas nördlich in Sjellerupskov.
Bis zur Kommunalgebietsreform 1970 gehörte Guderup zur Harde Als Nørre Herred im damaligen Sønderborg Amt, danach zur Nordborg Kommune im Sønderjyllands Amt, die mit der Kommunalreform 2007 in der Sønderborg Kommune in der Region Syddanmark aufgegangen ist.

## Sehenswertes
Am südlichen Ortsrand von Guderup befindet sich mit 12 Metern Höhe die höchste Sonnenuhr in Europa. Die Anlage umfasst 28 Meter im Durchmesser und zeigt die Zeit mit einer Genauigkeit von 2 Minuten an.

## Wirtschaft
Wichtigster Arbeitgeber am Ort ist die Firma Linak, die hier ihren Hauptsitz hat.

## Persönlichkeiten
- Hans Hansen Kaad (1891–1964), Tierarzt